# Prostomum marginatum
Prostomum marginatum is een soort in de taxonomische indeling van de platwormen (Platyhelminthes). De worm is tweeslachtig en kan zowel mannelijke als vrouwelijke geslachtscellen produceren. De soort leeft in zeer vochtige omstandigheden. 
De platworm komt uit het geslacht Prostomum. Prostomum marginatum werd in 1847 beschreven door Leidy.